# Панов, Александр Васильевич
Александр Васильевич Панов (1865, Илешево, Кологривский уезд, Костромская губерния, Российская империя — 18 декабря 1903, Нижний Новгород, Российская империя) — русский библиограф и журналист.

## Биография
Родился в 1865 году в Илишеве.
В 1887 году окончил Костромскую духовную семинарию, в том же году поступил в Казанскую духовную академию, из которой был исключён за участие в нелегальном студенческом кружке и в 1892 году был выслан в Нижний Новгород. В 1897 году вновь был выслан — в Самару, впоследствии выслан в Саратов. Находясь в ссылках занимался изучением и организацией самообразования в Российской империи, а также нелегальных библиотек.
Скончался 18 декабря 1903 года в Нижним Новгороде от водянки. Похоронен на Петропавловском кладбище (захоронение не сохранилось).

## Научные работы
Автор ряда научных работ, в т.ч рекомендательного указа «Домашние библиотеки».